# Campeonato Mundial de Voleibol Masculino Sub-21 de 2019
O Campeonato Mundial de Voleibol Masculino Sub-21 de 2019 foi a 20ª edição da competição. Um total de 16 seleções mundiais participaram, no período entre 18 de julho a 27 de julho, no Barém. A cidade que sediu o evento foi Manama, e o local dos jogos ocorreu nos Isa Town Sports City Halls.
A seleção iraniana conquistou pela primeira vez o título ao derrotar a seleção italiana, e completando o pódio a seleção brasileira terminou na terceira posição. O ponteiro Amirhosseini Esfandiar foi premiado como o melhor jogador da competição (MVP)

## Equipes qualificadas
| Torneio de qualificação          | Data                                 | Sede                | Vagas | Qualificados  | Última participação |
| -------------------------------- | ------------------------------------ | ------------------- | ----- | ------------- | ------------------- |
| País-sede                        | 28 de agosto de 2018                 | Lausana             | 1     | Barém         | 1997                |
| Campeonato Europeu de 2018       | 14 A 22 de julho de 2018             | Haia,Ede & Courtrai | 2     | Rússia        | 2017                |
| Campeonato Europeu de 2018       | 14 A 22 de julho de 2018             | Haia,Ede & Courtrai | 2     | Chéquia       | 2017                |
| Campeonato Asiático de 2018      | 21 A 28 de julho de 2018             | Riffa               | 2     | Irã           | 2017                |
| Campeonato Asiático de 2018      | 21 A 28 de julho de 2018             | Riffa               | 2     | Coreia do Sul | 2005                |
| Campeonato NORCECA de 2018       | 27 de agosto a 1 de setembro de 2018 | Havana              | 1     | Cuba          | 2017                |
| Campeonato Africano de 2018      | 12 a 19 de setembro de 2018          | Abuja               | 2     | Tunísia       | 2017                |
| Campeonato Africano de 2018      | 12 a 19 de setembro de 2018          | Abuja               | 2     | Egito         | 2017                |
| Campeonato Sul-Americano de 2018 | 23 a 27 de outubro de 2018           | Bariloche           | 2     | Brasil        | 2017                |
| Campeonato Sul-Americano de 2018 | 23 a 27 de outubro de 2018           | Bariloche           | 2     | Argentina     | 2017                |
| Copa Pan-Americana de 2019       | 5 a 11 de maio de 2019               | Lima                | 1     | Porto Rico    | 2011                |
| Ranking Mundial                  | a partir de 1 de janeiro de 2019     | Lausana             | 5     | Polônia       | 2017                |
| Ranking Mundial                  | a partir de 1 de janeiro de 2019     | Lausana             | 5     | China         | 2017                |
| Ranking Mundial                  | a partir de 1 de janeiro de 2019     | Lausana             | 5     | Canadá        | 2017                |
| Ranking Mundial                  | a partir de 1 de janeiro de 2019     | Lausana             | 5     | Marrocos      | 2013                |
| Ranking Mundial                  | a partir de 1 de janeiro de 2019     | Lausana             | 5     | Itália        | 2017                |
| Total                            |                                      |                     | 16    |               |                     |

## Local dos jogos
| Local                      |
| -------------------------- |
| Manama, Bahrein            |
| Isa Town Sports City Halls |
| Capacidade: 8 000          |
|                            |

## Formato de disputa
A competição reunirá 16 equipes, sendo realizada em oito dias com recesso de dois dias.As equipes foram distribuídas em quatro grupos, competindo em sistema de pontos corridos, ao final as duas primeiras equipes de cada grupo serão distribuídas na segunda fase em Grupos E e F, e as duas últimas equipes de cada grupo formarão na segunda fase os grupos G e H.
Ao final da segunda fase, as duas primeiras colocadas dos Grupos E e F comporão as semifinais, final e disputa pelo bronze, e as equipes eliminadas destes grupos disputarão as definições das posições do quinto ao oitavo lugares.Já as  duas primeiras dos Grupos G e H participarão dos playoffs que definirá as posições do nono ao décimo segundo lugares, e as equipes eliminadas destes grupos disputarão os playoffs para determinar as posições do décimo terceiro ao décimo sexto lugares.

## Critérios de classificação nos grupos
1. Número de vitórias;
2. Pontos;
3. Razão de sets;
4. Razão de pontos;
5. Resultado da última partida entre os times empatados.

- Placar de 3–0 ou 3–1: 3 pontos para o vencedor, nenhum para o perdedor;
- Placar de 3–2: 2 pontos para o vencedor, 1 para o perdedor.[8]

## Primeira fase
|  | Qualificados para a Segunda Fase (Grupo E) |
|  | Qualificados para a Segunda Fase (Grupo F) |
|  | Qualificados para a Segunda Fase (Grupo G) |
|  | Qualificados para a Segunda Fase (Grupo H) |

### Grupo A
Classificação
|     |            |     | Jogos | Jogos | Jogos | Pontos | Pontos | Pontos | Sets | Sets | Sets  |
| Pos | Equipe     | Pts | T     | V     | D     | V      | P      | R      | V    | P    | R     |
| --- | ---------- | --- | ----- | ----- | ----- | ------ | ------ | ------ | ---- | ---- | ----- |
| 1   | China      | 9   | 3     | 3     | 0     | 248    | 197    | 1.259  | 9    | 1    | 9,000 |
| 2   | Barém      | 5   | 3     | 2     | 1     | 262    | 247    | 1.061  | 7    | 5    | 1.400 |
| 3   | Porto Rico | 3   | 3     | 1     | 2     | 229    | 249    | 0.920  | 3    | 7    | 0.429 |
| 4   | Marrocos   | 1   | 3     | 0     | 3     | 248    | 294    | 0.844  | 3    | 9    | 0.333 |

Resultados
| Data   | Hora  |               | Placar |            | Set 1 | Set 2 | Set 3 | Set 4 | Set 5 | Total  | Relatório |
| ------ | ----- | ------------- | ------ | ---------- | ----- | ----- | ----- | ----- | ----- | ------ | --------- |
| 18 jul | 16:30 | Marrocos      | 0–3    | ' China'   | 16–25 | 23–25 | 13–25 |       |       | 52–75  | 52–75     |
| 18 jul | 19:00 | 'Barém '      | 3–0    | Porto Rico | 25–18 | 25–14 | 25–20 |       |       | 75–52  | 75–52     |
| 19 jul | 16:30 | 'China '      | 3–0    | Porto Rico | 25–23 | 25–22 | 25–23 |       |       | 75–68  | 75–68     |
| 19 jul | 19:00 | Marrocos      | 2–3    | ' Barém'   | 14–25 | 25–23 | 21–25 | 25–22 | 12–15 | 97–110 | 97–110    |
| 20 jul | 16:30 | 'Porto Rico ' | 3–1    | Marrocos   | 25–22 | 25–21 | 34–36 | 25-20 |       | 109–79 | 109–99    |
| 20 jul | 19:00 | 'China '      | 3–1    | Barém      | 25–19 | 23–25 | 25–18 | 25–15 |       | 98–77  | 98–77     |

### Grupo B
Classificação
|     |               |     | Jogos | Jogos | Jogos | Pontos | Pontos | Pontos | Sets | Sets | Sets  |
| Pos | Equipe        | Pts | T     | V     | D     | V      | P      | R      | V    | P    | R     |
| --- | ------------- | --- | ----- | ----- | ----- | ------ | ------ | ------ | ---- | ---- | ----- |
| 1   | Argentina     | 7   | 3     | 2     | 1     | 306    | 288    | 1.063  | 8    | 5    | 1.600 |
| 2   | Coreia do Sul | 6   | 3     | 2     | 1     | 267    | 257    | 1.039  | 7    | 4    | 1.750 |
| 3   | Cuba          | 4   | 3     | 2     | 1     | 310    | 308    | 1.006  | 7    | 7    | 1,000 |
| 4   | Egito         | 1   | 3     | 0     | 3     | 250    | 280    | 0.893  | 3    | 9    | 0.333 |

Resultados
| Data   | Hora  |                  | Placar |                  | Set 1 | Set 2 | Set 3 | Set 4 | Set 5 | Total   | Relatório |
| ------ | ----- | ---------------- | ------ | ---------------- | ----- | ----- | ----- | ----- | ----- | ------- | --------- |
| 18 jul | 11:30 | Cuba             | 1–3    | ' Coreia do Sul' | 25–27 | 25–17 | 22–25 | 25–27 |       | 97–96   | 97–96     |
| 18 jul | 14:00 | 'Argentina '     | 3–1    | Egito            | 25–19 | 26–24 | 22–25 | 25–18 |       | 98–86   | 98–86     |
| 19 jul | 11:30 | 'Coreia do Sul ' | 3–0    | Egito            | 25–22 | 25–18 | 25–21 |       |       | 75–61   | 75–61     |
| 19 jul | 14:00 | 'Cuba '          | 3–2    | Argentina        | 25–23 | 25–23 | 19–25 | 22–25 | 15–13 | 106–109 | 106–109   |
| 20 jul | 11:30 | Coreia do Sul    | 1–3    | ' Argentina'     | 25–20 | 27–29 | 22–25 | 22–25 |       | 96–99   | 96–99     |
| 20 jul | 14:00 | 'Cuba '          | 3–2    | Egito            | 26–24 | 25–20 | 21–25 | 20–25 | 15–9  | 107–103 | 107–103   |

### Grupo C
Classificação
|     |         |     | Jogos | Jogos | Jogos | Pontos | Pontos | Pontos | Sets | Sets | Sets  |
| Pos | Equipe  | Pts | T     | V     | D     | V      | P      | R      | V    | P    | R     |
| --- | ------- | --- | ----- | ----- | ----- | ------ | ------ | ------ | ---- | ---- | ----- |
| 1   | Rússia  | 8   | 3     | 3     | 0     | 278    | 240    | 1.158  | 9    | 3    | 3,000 |
| 2   | Irã     | 7   | 3     | 2     | 1     | 259    | 230    | 1.126  | 8    | 3    | 2.667 |
| 3   | Chéquia | 3   | 3     | 1     | 2     | 225    | 236    | 0.953  | 4    | 6    | 0.667 |
| 4   | Tunísia | 0   | 3     | 0     | 3     | 169    | 225    | 0.751  | 0    | 9    | 0,000 |

Resultados
| Data   | Hora  |           | Placar |            | Set 1 | Set 2 | Set 3 | Set 4 | Set 5 | Total   | Relatório |
| ------ | ----- | --------- | ------ | ---------- | ----- | ----- | ----- | ----- | ----- | ------- | --------- |
| 18 jul | 11:30 | 'Irã '    | 3–0    | Tunísia    | 25–13 | 25–19 | 25–19 |       |       | 75–51   | 75–51     |
| 18 jul | 14:00 | 'Rússia ' | 3–1    | Chéquia    | 25–22 | 18–25 | 25–21 | 25–13 |       | 93–81   | 93–81     |
| 19 jul | 11:30 | Tunísia   | 0–3    | ' Chéquia' | 21–25 | 21–25 | 21–25 |       |       | 63–75   | 63–75     |
| 19 jul | 14:00 | Irã       | 2–3    | ' Rússia'  | 25–21 | 19–25 | 25–23 | 21–25 | 14–16 | 104–110 | 104–110   |
| 20 jul | 11:30 | Tunísia   | 0–3    | ' Rússia'  | 23–25 | 17–25 | 15–25 |       |       | 55–75   | 55–75     |
| 20 jul | 14:00 | 'Irã '    | 3–0    | Chéquia    | 29–27 | 25–18 | 26–24 |       |       | 80–69   | 80–69     |

### Grupo D
Classificação
|     |         |     | Jogos | Jogos | Jogos | Pontos | Pontos | Pontos | Sets | Sets | Sets  |
| Pos | Equipe  | Pts | T     | V     | D     | V      | P      | R      | V    | P    | R     |
| --- | ------- | --- | ----- | ----- | ----- | ------ | ------ | ------ | ---- | ---- | ----- |
| 1   | Itália  | 9   | 3     | 3     | 0     | 228    | 174    | 1.310  | 9    | 0    | MAX   |
| 2   | Brasil  | 6   | 3     | 2     | 1     | 228    | 207    | 1.101  | 6    | 4    | 1.500 |
| 3   | Polônia | 3   | 3     | 1     | 2     | 251    | 263    | 0.954  | 4    | 7    | 0.571 |
| 4   | Canadá  | 0   | 3     | 0     | 3     | 183    | 246    | 0.744  | 1    | 9    | 0.111 |

Resultados
| Data   | Hora  |            | Placar |           | Set 1 | Set 2 | Set 3 | Set 4 | Set 5 | Total | Relatório |
| ------ | ----- | ---------- | ------ | --------- | ----- | ----- | ----- | ----- | ----- | ----- | --------- |
| 18 jul | 16:30 | Polônia    | 1–3    | ' Brasil' | 23–25 | 25–23 | 18–25 | 19–25 |       | 85–98 | 85–98     |
| 18 jul | 19:00 | 'Itália '  | 3–0    | Canadá    | 25–17 | 25–17 | 25–15 |       |       | 75–49 | 75–49     |
| 19 jul | 16:30 | 'Brasil '  | 3–0    | Canadá    | 25–15 | 25–19 | 25–13 |       |       | 75–47 | 75–47     |
| 19 jul | 19:00 | Polônia    | 0–3    | ' Itália' | 23–25 | 21–25 | 26–28 |       |       | 70–78 | 70–78     |
| 20 jul | 16:30 | Brasil     | 0–3    | ' Itália' | 22–25 | 15–25 | 18–25 |       |       | 55–75 | 55–75     |
| 20 jul | 19:00 | 'Polônia ' | 3–1    | Canadá    | 20–25 | 25–20 | 25–18 | 26–24 |       | 96–87 | 96–87     |

## Segunda fase
|  | Qualificados para as Semifinais                    |
|  | Qualificados para as Disputa do 5º ao 8º lugares   |
|  | Qualificados para as Disputa do 9º ao 12º lugares  |
|  | Qualificados para as Disputa do 13º ao 16º lugares |

### Grupo E
Classificação
|     |               |     | Jogos | Jogos | Jogos | Pontos | Pontos | Pontos | Sets | Sets | Sets  |
| Pos | Equipe        | Pts | T     | V     | D     | V      | P      | R      | V    | P    | R     |
| --- | ------------- | --- | ----- | ----- | ----- | ------ | ------ | ------ | ---- | ---- | ----- |
| 1   | Brasil        | 9   | 3     | 3     | 0     | 249    | 210    | 1.186  | 9    | 1    | 9,000 |
| 2   | Rússia        | 6   | 3     | 2     | 1     | 239    | 197    | 1.213  | 7    | 3    | 2.333 |
| 3   | China         | 3   | 3     | 1     | 2     | 202    | 213    | 0.948  | 3    | 6    | 0.500 |
| 4   | Coreia do Sul | 0   | 3     | 0     | 3     | 155    | 225    | 0.689  | 0    | 9    | 0,000 |

Resultados
| Data   | Hora  |               | Placar |           | Set 1 | Set 2 | Set 3 | Set 4 | Set 5 | Total | Relatório |
| ------ | ----- | ------------- | ------ | --------- | ----- | ----- | ----- | ----- | ----- | ----- | --------- |
| 22 jul | 11:30 | China         | 0–3    | ' Brasil' | 26–28 | 23–25 | 21–25 |       |       | 70–78 | 70–78     |
| 22 jul | 14:00 | Coreia do Sul | 0–3    | ' Rússia' | 16–25 | 13–25 | 15–25 |       |       | 44–75 | 44–75     |
| 23 jul | 11:30 | Rússia        | 1–3    | ' Brasil' | 25–21 | 22–25 | 20–25 | 22–25 |       | 89–96 | 89–96     |
| 23 jul | 14:00 | Coreia do Sul | 0–3    | ' China'  | 18–25 | 22–25 | 20–25 |       |       | 60–75 | 60–75     |
| 24 jul | 11:30 | Coreia do Sul | 0–3    | ' Brasil' | 19–25 | 13–25 | 19–25 |       |       | 51–75 | 51–75     |
| 24 jul | 14:00 | 'Rússia '     | 3–0    | China     | 25–21 | 25–19 | 25–17 |       |       | 75–57 | 75–57     |

### Grupo F
Classificação
|     |           |     | Jogos | Jogos | Jogos | Pontos | Pontos | Pontos | Sets | Sets | Sets  |
| Pos | Equipe    | Pts | T     | V     | D     | V      | P      | R      | V    | P    | R     |
| --- | --------- | --- | ----- | ----- | ----- | ------ | ------ | ------ | ---- | ---- | ----- |
| 1   | Itália    | 9   | 3     | 3     | 0     | 251    | 190    | 1.321  | 9    | 1    | 9,000 |
| 2   | Irã       | 6   | 3     | 2     | 1     | 279    | 247    | 1.130  | 7    | 4    | 1.750 |
| 3   | Argentina | 3   | 3     | 1     | 2     | 243    | 261    | 0.931  | 4    | 7    | 0.571 |
| 4   | Barém     | 0   | 3     | 0     | 3     | 169    | 244    | 0.693  | 2    | 9    | 0.222 |

Resultados
| Data   | Hora  |           | Placar |              | Set 1 | Set 2 | Set 3 | Set 4 | Set 5 | Total  | Relatório |
| ------ | ----- | --------- | ------ | ------------ | ----- | ----- | ----- | ----- | ----- | ------ | --------- |
| 22 jul | 16:30 | Argentina | 1–3    | ' Irã'       | 19–25 | 25–23 | 22–25 | 30–32 |       | 96–105 | 69–105    |
| 22 jul | 19:00 | Barém     | 0–3    | ' Itália'    | 10–25 | 15–25 | 13–25 |       |       | 38–75  | 38–75     |
| 23 jul | 16:30 | 'Itália ' | 3–1    | Irã          | 25–23 | 25–22 | 20–25 | 31–29 |       | 101–99 | 101–99    |
| 23 jul | 19:00 | Barém     | 1–3    | ' Argentina' | 22–25 | 19–25 | 25–19 | 15–25 |       | 81–94  | 81–94     |
| 24 jul | 16:30 | 'Itália ' | 3–0    | Argentina    | 25–21 | 25–13 | 25–19 |       |       | 75–53  | 75–53     |
| 24 jul | 19:00 | Barém     | 0–3    | ' Irã'       | 18–25 | 14–25 | 18–25 |       |       | 50–75  | 50–75     |

### Grupo G
Classificação
|     |            |     | Jogos | Jogos | Jogos | Pontos | Pontos | Pontos | Sets | Sets | Sets  |
| Pos | Equipe     | Pts | T     | V     | D     | V      | P      | R      | V    | P    | R     |
| --- | ---------- | --- | ----- | ----- | ----- | ------ | ------ | ------ | ---- | ---- | ----- |
| 1   | Chéquia    | 7   | 3     | 2     | 1     | 315    | 288    | 1.094  | 8    | 5    | 1.600 |
| 2   | Canadá     | 5   | 3     | 2     | 1     | 295    | 287    | 1.028  | 7    | 6    | 1.167 |
| 3   | Egito      | 5   | 3     | 2     | 1     | 311    | 307    | 1.013  | 7    | 6    | 1.167 |
| 4   | Porto Rico | 1   | 3     | 0     | 3     | 261    | 300    | 0.870  | 4    | 9    | 0.444 |

Resultados
| Data   | Hora  |            | Placar |            | Set 1 | Set 2 | Set 3 | Set 4 | Set 5 | Total   | Relatório |
| ------ | ----- | ---------- | ------ | ---------- | ----- | ----- | ----- | ----- | ----- | ------- | --------- |
| 22 jul | 11:30 | Porto Rico | 1–3    | ' Canadá'  | 19–25 | 14–25 | 25–19 | 17–25 |       | 75–94   | 75–94     |
| 22 jul | 14:00 | Egito      | 1–3    | ' Chéquia' | 27–29 | 27–25 | 26–28 | 21–25 |       | 101–107 | 101–107   |
| 23 jul | 11:30 | Chéquia    | 2–3    | ' Canadá'  | 19–25 | 25–20 | 26–28 | 25–15 | 15–17 | 110–105 | 110–105   |
| 23 jul | 14:00 | 'Egito '   | 3–2    | Porto Rico | 25–23 | 21–25 | 22–25 | 25–19 | 15–12 | 108–104 | 108–104   |
| 24 jul | 11:30 | 'Egito '   | 3–1    | Canadá     | 26–24 | 25–21 | 26–28 | 25–23 |       | 102–96  | 102–96    |
| 24 jul | 14:00 | 'Chéquia ' | 3–1    | Porto Rico | 25–13 | 25–18 | 20–25 | 28–26 |       | 98–82   | 98–82     |

### Grupo H
Classificação
|     |          |     | Jogos | Jogos | Jogos | Pontos | Pontos | Pontos | Sets | Sets | Sets  |
| Pos | Equipe   | Pts | T     | V     | D     | V      | P      | R      | V    | P    | R     |
| --- | -------- | --- | ----- | ----- | ----- | ------ | ------ | ------ | ---- | ---- | ----- |
| 1   | Cuba     | 9   | 3     | 3     | 0     | 255    | 212    | 1.203  | 9    | 1    | 9,000 |
| 2   | Polônia  | 6   | 3     | 2     | 1     | 252    | 205    | 1.229  | 7    | 3    | 2.333 |
| 3   | Tunísia  | 2   | 3     | 1     | 2     | 225    | 252    | 0.893  | 3    | 8    | 0.375 |
| 4   | Marrocos | 1   | 3     | 0     | 3     | 195    | 258    | 0.756  | 2    | 9    | 0.222 |

Resultados
| Data   | Hora  |            | Placar |            | Set 1 | Set 2 | Set 3 | Set 4 | Set 5 | Total   | Relatório |
| ------ | ----- | ---------- | ------ | ---------- | ----- | ----- | ----- | ----- | ----- | ------- | --------- |
| 22 jul | 16:30 | 'Cuba '    | 3–0    | Tunísia    | 25-19 | 25-19 | 25–22 |       |       | 75–22   | 75–60     |
| 22 jul | 19:00 | Marrocos   | 0–3    | ' Polônia' | 16–25 | 16–25 | 11–25 |       |       | 43–75   | 43–75     |
| 23 jul | 16:30 | 'Polônia ' | 3–0    | Tunísia    | 25–21 | 25–16 | 25–20 |       |       | 75–57   | 75–57     |
| 23 jul | 19:00 | Marrocos   | 0–3    | ' Cuba'    | 15–25 | 22–25 | 13–25 |       |       | 50–75   | 50–75     |
| 24 jul | 16:30 | Marrocos   | 2–3    | ' Tunísia' | 25–19 | 19–25 | 25–23 | 19–25 | 14–16 | 102–108 | 102–108   |
| 24 jul | 19:00 | Polônia    | 1–3    | ' Cuba'    | 25–21 | 24–26 | 22–25 | 31–33 |       | 102–105 | 102–105   |

## Fase final

### Classificação do 13º ao 16º lugares
Resultados
| Data   | Hora  |            | Placar |            | Set 1 | Set 2 | Set 3 | Set 4 | Set 5 | Total  | Relatório |
| ------ | ----- | ---------- | ------ | ---------- | ----- | ----- | ----- | ----- | ----- | ------ | --------- |
| 26 jul | 11:30 | 'Egito '   | 3–1    | Marrocos   | 25–20 | 18–25 | 25–19 | 25–22 |       | 93–86  | 93–86     |
| 26 jul | 14:00 | 'Tunísia ' | 3–2    | Porto Rico | 25–22 | 25–18 | 23–25 | 26–18 | 15–12 | 114–95 | 114–105   |

### Classificação do 9º ao 12º lugares
Resultados
| Data   | Hora  |            | Placar |         | Set 1 | Set 2 | Set 3 | Set 4 | Set 5 | Total  | Relatório |
| ------ | ----- | ---------- | ------ | ------- | ----- | ----- | ----- | ----- | ----- | ------ | --------- |
| 26 jul | 16:30 | 'Cuba '    | 3–0    | Canadá  | 25–19 | 28–26 | 25–19 |       |       | 78–64  | 78–64     |
| 26 jul | 19:00 | 'Chéquia ' | 3–2    | Polônia | 25–20 | 22–25 | 19–25 | 25–20 | 15–9  | 106–99 | 106–99    |

### Classificação do 5º ao 8º lugares
Resultados
| Data   | Hora  |              | Placar |               | Set 1 | Set 2 | Set 3 | Set 4 | Set 5 | Total | Relatório |
| ------ | ----- | ------------ | ------ | ------------- | ----- | ----- | ----- | ----- | ----- | ----- | --------- |
| 26 jul | 11:30 | 'China '     | 3–0    | Barém         | 25–23 | 25–18 | 25–18 |       |       | 75–59 | 75–59     |
| 26 jul | 14:00 | 'Argentina ' | 3–0    | Coreia do Sul | 29–27 | 25–21 | 25–21 |       |       | 79–69 | 79–69     |

### Semifinais
Resultados
| Data   | Hora  |           | Placar |        | Set 1 | Set 2 | Set 3 | Set 4 | Set 5 | Total | Relatório |
| ------ | ----- | --------- | ------ | ------ | ----- | ----- | ----- | ----- | ----- | ----- | --------- |
| 26 jul | 16:30 | 'Itália ' | 3–1    | Rússia | 24–26 | 25–19 | 25–22 | 25-21 |       | 99–67 | 99–88     |
| 26 jul | 19:00 | Brasil    | 0–3    | ' Irã' | 20–25 | 14–25 | 17–25 |       |       | 51–75 | 51–75     |

### Décimo quinto lugar
Resultado
| Data   | Hora  |             | Placar |            | Set 1 | Set 2 | Set 3 | Set 4 | Set 5 | Total   | Relatório |
| ------ | ----- | ----------- | ------ | ---------- | ----- | ----- | ----- | ----- | ----- | ------- | --------- |
| 27 jul | 10:00 | 'Marrocos ' | 3–2    | Porto Rico | 25–22 | 25–22 | 32–34 | 19–25 | 15–12 | 116–115 | 116–115   |

### Décimo terceiro lugar
Resultado
| Data   | Hora  |          | Placar |         | Set 1 | Set 2 | Set 3 | Set 4 | Set 5 | Total | Relatório |
| ------ | ----- | -------- | ------ | ------- | ----- | ----- | ----- | ----- | ----- | ----- | --------- |
| 27 jul | 12:30 | 'Egito ' | 3–1    | Tunísia | 25–19 | 20–25 | 25–14 | 25–22 |       | 95–80 | 95–80     |

### Décimo primeiro lugar
Resultado
| Data   | Hora  |        | Placar |            | Set 1 | Set 2 | Set 3 | Set 4 | Set 5 | Total   | Relatório |
| ------ | ----- | ------ | ------ | ---------- | ----- | ----- | ----- | ----- | ----- | ------- | --------- |
| 27 jul | 15:00 | Canadá | 2–3    | ' Polônia' | 25–15 | 23–25 | 26–28 | 25–23 | 12–15 | 111–106 | 111–106   |

### Nono lugar
Resultado
| Data   | Hora  |      | Placar |            | Set 1 | Set 2 | Set 3 | Set 4 | Set 5 | Total | Relatório |
| ------ | ----- | ---- | ------ | ---------- | ----- | ----- | ----- | ----- | ----- | ----- | --------- |
| 27 jul | 17:30 | Cuba | 0–3    | ' Chéquia' | 26–28 | 24–26 | 20–25 |       |       | 70–79 | 70–79     |

### Sétimo lugar
Resultado
| Data   | Hora  |       | Placar |                  | Set 1 | Set 2 | Set 3 | Set 4 | Set 5 | Total | Relatório |
| ------ | ----- | ----- | ------ | ---------------- | ----- | ----- | ----- | ----- | ----- | ----- | --------- |
| 27 jul | 10:00 | Barém | 1–3    | ' Coreia do Sul' | 19–25 | 23–25 | 25–13 | 23–25 |       | 90–88 | 90–88     |

### Quinto lugar
Resultado
| Data   | Hora  |       | Placar |              | Set 1 | Set 2 | Set 3 | Set 4 | Set 5 | Total | Relatório |
| ------ | ----- | ----- | ------ | ------------ | ----- | ----- | ----- | ----- | ----- | ----- | --------- |
| 27 jul | 12:30 | China | 1–3    | ' Argentina' | 25–23 | 23–25 | 19–25 | 19–25 |       | 86–98 | 86–98     |

### Terceiro lugar
Resultado
| Data   | Hora  |        | Placar |        | Set 1 | Set 2 | Set 3 | Set 4 | Set 5 | Total | Relatório |
| ------ | ----- | ------ | ------ | ------ | ----- | ----- | ----- | ----- | ----- | ----- | --------- |
| 27 jul | 15:00 | Rússia | 0–3    | Brasil | 21–25 | 25–27 | 12–25 |       |       | 58–77 | P2        |

### Final
Resultado
| Data   | Hora  |        | Placar |     | Set 1 | Set 2 | Set 3 | Set 4 | Set 5 | Total   | Relatório |
| ------ | ----- | ------ | ------ | --- | ----- | ----- | ----- | ----- | ----- | ------- | --------- |
| 27 jul | 19:00 | Itália | 2–3    | Irã | 25–17 | 17–25 | 23–25 | 25–22 | 12–15 | 102–104 | P2        |